# Francis Yeoh
Francis Yeoh Sock Ping, né le 23 août 1954, est une personnalité du monde des affaires et de la finance malaisienne,. En 2006, il a reçu le titre de Commandeur de l’ordre de l’Empire britannique (en anglais : Most Excellent Order of the British Empire), un ordre de chevalerie du système honorifique britannique et est promu au grade de Chevalier en 2019.

## Formation
Yeoh est né à Kuala Selangor est une ville du Selangor en Malaisie, fils aîné du milliardaire malaisien Yeoh Tiong Lay, il a obtenu une licence ès sciences en génie civil de l'université de Kingston au Royaume-Uni.

## Carrière

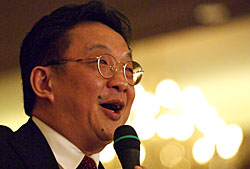
Yeoh en 2006.

Il a été nommé directeur général de YTL Corporation en 1988, l’un des plus gros et plus puissants conglomérats privés de Malaisie comprenant six entités cotées ayant une capitalisation boursière totale d'environ 7,1 milliards de dollars américains et un actif total de 18,2 milliards de dollars américains. Yeoh fut président de plusieurs autres entreprises comme la YTL PowerSeraya Private Limited, qui représente 20% du marché de l'électricité de Singapour de 2008 à 2019,. Il est président de Wessex Water Services Limited, une des principales entreprises d'eau et d'assainissement en Angleterre et au Pays de Galles (2010-2011) par le régulateur de l'industrie de l'eau, Ofwat. Il fut administrateur indépendant non exécutif de The Hong Kong and Shanghai Banking Corporation Limited. Défenseur de la gouvernance d'entreprise éthique, il est membre fondateur du Malaysian Business Council et du Capital Markets Advisory Council, membre de l'Asia Business Council, administrateur de la Asia Society et ancien membre du Barclays Asia-Pacific Advisory Committee. Il est également membre des conseils consultatifs de la London Business School, de la Wharton School et de l'INSEAD. Il a présidé le jury de du 'Ernst and Young World Entrepreneur of Year' en 2011 à Monte Carlo, après avoir été Ernst and Young Malaysian Entrepreneur of the Year 2002.

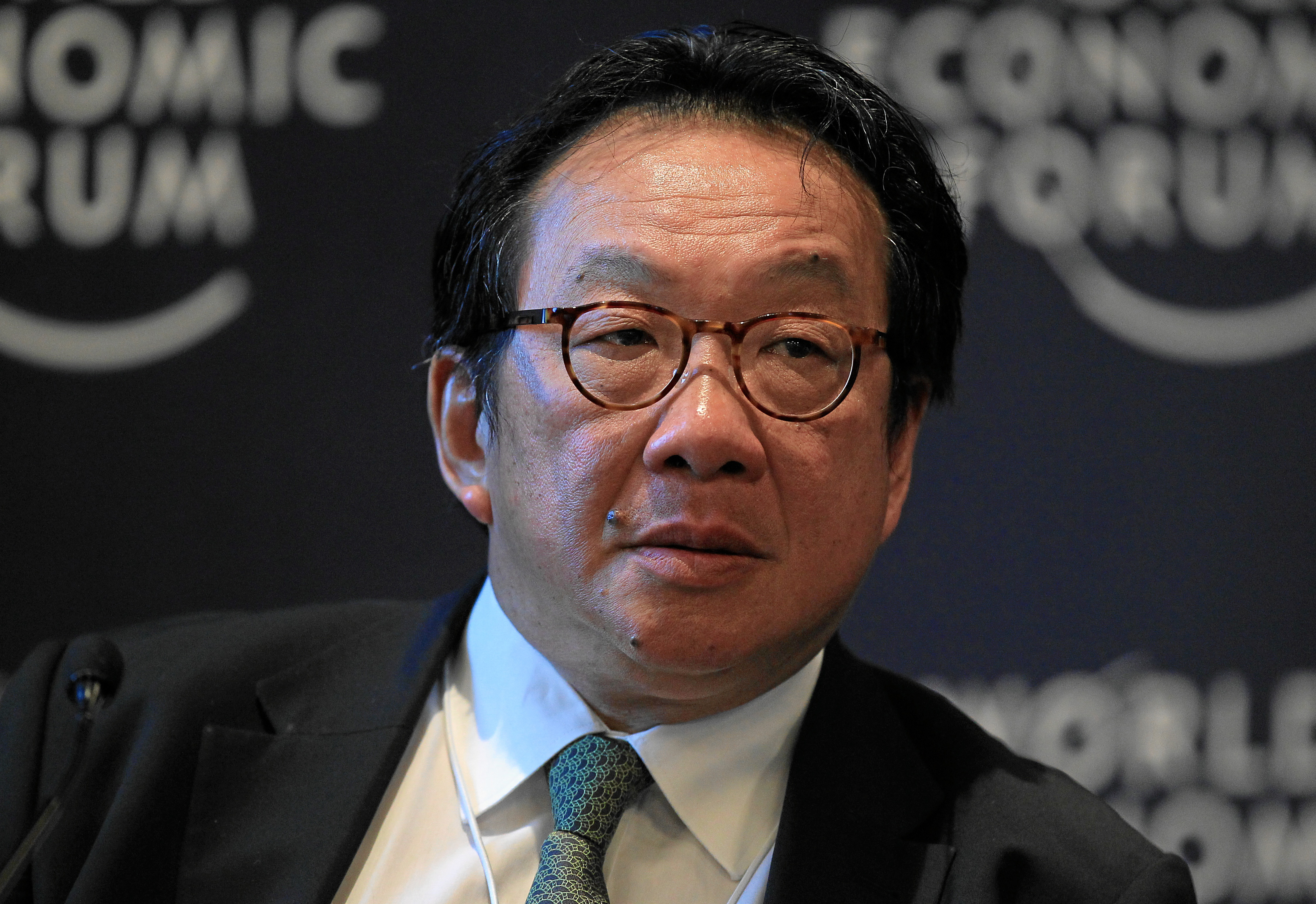
Yeoh lors de la session interactive 'The East Asia Context' au Forum économique mondial à Davos en Suisse, le 23 janvier 2013.

## Philanthropie
Yeoh a été nommé membre du conseil d'administration du 'Global Child Forum' pour les droits de l'enfant par Sa Majesté le roi Carl XVI Gustaf en mai 2016. Yeoh est le premier membre non italien du conseil d'administration de l'historique Opéra de Rome et a aidé à financer sa restauration pour l'empêcher de fermer. Il défend des entreprises artistiques comme le Kuala Lumpur Performing Arts Center et le Singapore Dance Theatre, et est président régional des Amis internationaux du Louvre. Il fait également la promotion de la sauvegarde de l’environnement et la promotion des énergies renouvelables, siégeant au Conseil Asie-Pacifique de Nature Conservancy. Il siège également au conseil d'administration de la Fondation Suu, une organisation humanitaire engagée dans l'amélioration des soins de santé et de l'éducation au Myanmar. En 2016, il a reçu le prestigieux Muhammad Ali Celebrity Fight Night Award en Arizona pour ses efforts philanthropiques. Classé parmi les 25 personnalités les plus influentes et influentes des affaires en Asie par Business Week.

## Distinctions honorifiques de la Malaisie
Liste non-exhaustive de ses récompenses:
- Malaisie:
  -  Companion de l’Ordre du Défenseur du Royaume (JMN)}, (1991).
  -  Commandeur de l’Ordre de fidélité à la couronne de Malaisie (PSM) (en) - Tan Sri, (1997).
- Pahang :
  -  Grand Chevalier de l’Ordre de la Couronne d'État de Pahang (SIMP) (en) - Dato' Indera, (2001).
- Perak :
  -  Chevalier Commandeur de l’Ordre de la Couronne d'État de Perak (DPMP) (en) - Dato', (1989).
- Selangor :
  -  Chevalier Commandeur de l’Order of the Crown of Selangor (DPMS) (en) - Dato', (1996).
- :
  - En 2017, il reçoit des mains du maire de Kuala Lumpur le 'Prix de la Contribution Exceptionnelle au Tourisme' en reconnaissance de ses efforts dans la transformation de la ville[22].

## Distinctions étrangères
Liste non-exhaustive de ses récompenses:
- Italie:
  -  Grand OfficIer de l’Ordre de l'Étoile d'Italie, (2018).
- Japon:
  -  4ème classe, rayons d'or avec rosette de l’Ordre du Soleil levant (旭日章, Kyokujitsu shō?) est un ordre japonais établi en 1875 par l'empereur Meiji, (2018).
- Royaume-Uni :
  -  Commandeur de l’ordre de l’Empire britannique (en anglais : Most Excellent Order of the British Empire), (2006).
  -  Chevalier de l’ordre de l’Empire britannique (en anglais : Most Excellent Order of the British Empire),  (2019).
- Doctorat honoris causa, Université Kingston, 2019[24].
- Doctorat honoris causa, Université de Nottingham, 2014[25].
- Chine:
  - 'Lifetime Achievement Award for Leadership in Regulated Industries' lors du 7e Sommet économique mondial chinois qui s'est tenu à Londres en 2015[26] et il a été nommé PDG de l'année aux Asian Power Awards 2017[27].
- Norvège
  - En 2010, un jury de lauréats du prix Nobel l'a nommé «Primus Inter Pares Honouree» du 'Prix Oslo Business for Peace' pour avoir encouragé une éthique et des pratiques commerciales socialement responsables et le prix de la responsabilité sociale d'entreprise aux Asia Business Leaders Awards de CNBC[28].

## Vie privée
Yeoh était marrié à Puan Sri Datin Paduka Rosaline Yeoh en 1982 jusqu'à sa mort en 2007 et ils ont 3 fils et 2 filles. Il est un chrétien dévot et a souvent attribué son succès en affaires à Jésus. Ses frères et sœurs résident en Malaisie et sont co-administrateurs de YTL Corporation. En 2017, Yeoh a fait don de 8 millions de RM à une œuvre caritative en l'honneur de son père Tan Sri Yeoh Tiong Lay.